# Przemysław Chlebosz
Przemysław Chlebosz (ur. 17 października 1981, zm. 17 kwietnia 2025) – polski sztangista, medalista mistrzostw Polski.

## Życiorys
Wychowanek Śląska Wrocław, reprezentował także barwy Górnika Polkowice. Startował w kategoriach 85, 94 oraz 105 kg. 

## Osiągnięcia
Indywidualne Mistrzostwa Polski Seniorów

1999 - niesklasyfikowany w kategorii do 85 kg (142,5 + spalone podejścia do 170) 

2000 - 4 miejsce w kategorii do 85 kg - 330 kg (150 + 180) 

2001 - 6 miejsce w kategorii do 85 kg - 322 kg (150 + 172) 

2002 -  brązowy medal w kategorii do 85 kg - 327,5 kg (152,5 + 175)

2003 -  srebrny medal w kategorii do 85 kg - 337,5 kg (150 + 187,5) (błędnie wpisany w bazie jako "Piotr")

2004 - 4 miejsce w kategorii do 94 kg - 340 kg (152,5 + 187,5) 

2005 - 4 miejsce w kategorii do 94 kg - 319 kg (146 + 173) 

2007 - 4 miejsce w kategorii do 105 kg - 344 kg (153 + 191) 

2008 - 5 miejsce w kategorii do 94 kg - 338 kg (153 + 185) 

2009 - 6 miejsce w kategorii do 105 kg - 327 kg (147 + 180) 

Drużynowe Mistrzostwa Polski Seniorów

2008 - medal w barwach Górnika Polkowice 
Indywidualne Mistrzostwa Polski do lat 23

2002 -  złoty medal w kategorii do 85 kg - 337,5 kg (157,5 + 180) 

2003 -  złoty medal w kategorii do 94 kg - 340 kg (152,5 + 187,5) 

2004 -  złoty medal w kategorii do 94 kg - 350 kg (157,5 + 192,5) 

Indywidualne Mistrzostwa Polski Juniorów

1998 -  srebrny medal w kategorii do 85 kg - 260 kg (120 + 140) 

1999 -  złoty medal w kategorii do 85 kg - 310 kg (142,5 + 167,5) 

2000 -  złoty medal w kategorii do 85 kg - 307,5 kg (140 + 167,5) 

2001 -  złoty medal w kategorii do 85 kg - 320 kg (150 + 170) 

Indywidualne Mistrzostwa Polski do lat 18

1997 - 4 miejsce w kategorii do 70 kg - 220 kg (102,5 + 117,5) 

Indywidualne Mistrzostwa Polski do lat 16

1996 - 4 miejsce w kategorii do 64 kg - 182,5 kg (85 + 97,5) 

1997 -  złoty medal w kategorii do 76 kg - 225 kg (102,5 + 122,5) 

Młodzieżowe Mistrzostwa Europy

1997 - 4 miejsce w kategorii do 70 kg - 237,5 kg (107,5 + 130) 

Mistrzostwa Świata Juniorów

2000 - niesklasyfikowany w kategorii do 85 kg (147,5 + spalone podejścia na 170) 

2001 - 11 miejsce w kategorii do 85 kg - 325 kg (150 + 175) 

## Rekordy
W komunikacie Polskiego Związku Podnoszenia Ciężarów podano, że najlepszymi wynikami Przemysława były: rwanie 150 kg, podrzut 180 kg, dwubój: 325 kg, Sinclair 380.98 pkt. Wartości te są jednak sprzeczne co najmniej z wynikami mistrzostw Polski do lat 23 z roku 2004 w Siedlcach (rwanie 157,5 kg, podrzut 192,5 kg, dwubój 350 kg) oraz mistrzostw Polski do lat 23 z roku 2002 w Biłgoraju (Sinclair 393,7)

## Życie rodzinne
Syn Mirosława Chlebosza, brat Radosława Chlebosza, również sztangisty.